# Pascal Maria
Pascal Maria, né le 16 février 1973, est un arbitre international de tennis français entre 2000 et 2017.

## Biographie
Originaire de Nice, Pascal Maria a fait ses débuts au Tennis club Nice-Giordan.
Il a arbitré sa première finale à Roland-Garros en 2002, et a depuis arbitré treize finales du Grand Chelem, dont sept à Roland-Garros. Il a notamment arbitré la fameuse finale Federer-Nadal lors de Wimbledon 2008, la plus longue entre Rafael Nadal et Novak Djokovic à l'Open d'Australie 2012,, ainsi que celle des Jeux olympiques de Rio.
Il est considéré en 2012 comme le plus connu des arbitres français. Il est répertorié badge d'or depuis 2000, le plus haut niveau d'arbitrage en tennis. Il met un terme à sa carrière en 2017 et travaille dès lors pour la Fédération française de tennis.